# Juin 1980

## Événements
- 1er juin : lancement de CNN.

- 9 - 15 juin : conférence ministérielle de l’OUA en Gambie[1]. Amendement de la Charte proposant de définir trois nouvelles missions essentielles : le maintien de la paix et de la sécurité, la protection des droits de l’homme et le règlement rapide des crises.

- 13 juin :
  - Inde  : Sanjay Gandhi est nommé secrétaire général du Parti du Congrès.
  - Déclaration commune de l'OLP et de la CEE.

- 14 juin : départ de la quarante-huitième édition des 24 Heures du Mans.

- 15 juin : victoire de Jean Rondeau et Jean-Pierre Jaussaud aux 24 Heures du Mans.

- 16 juin : Sanjay Gandhi meurt dans un accident d’avion, près de Delhi, à l’âge de 33 ans.

- 23 juin : incursion vietnamienne en Thaïlande.

- 24 juin (Rallye automobile) : arrivée du Rallye d'Argentine.

- 27 juin (Syrie) : les brigades de défense massacrent 500 prisonniers détenus à Palmyre.

- 29 juin : élections en Bolivie. Siles l’emporte avec 39 % des voix contre 20 % à Paz et 17 % à Banzer. Le Congrès, sollicité pour choisir le vainqueur, n’a pas le temps de décider.

## Naissances
- 3 juin : Tamim ben Hamad Al Thani, Émir du Qatar depuis 2013.
- 12 juin : 
  - Marco Bortolami, joueur de rugby italien.
  - Denys Monastyrsky, homme politique ukrainien († 18 janvier 2023).
- 13 juin : Florent Malouda, footballeur français.
- 16 juin : 
  - Justine Fraioli, actrice, journaliste et animatrice de télévision française.
  - Jonathan Cohen, réalisateur, producteur et acteur français
- 17 juin : Venus Williams, joueuse de tennis américaine.
- 20 juin : Carlo Festuccia, joueur de rugby italien.
- 21 juin : Silvina Luna, actrice argentine († 31 août 2023).
- 25 juin : Philippe Lacheau, acteur, réalisateur, scénariste et animateur de télévision français.
- 26 juin : 
  - Jeroen de Man, acteur et metteur en scène néerlandais.
  - Rémy Vercoutre, footballeur français
  - Sinik, rappeur français.

## Décès
- 5 juin : Antoine Delfosse, homme politique belge (° 25 juin 1895 à 84 ans).
- 7 juin : Henry Miller, écrivain américain. (° 26 décembre 1891 à 88 ans).
- 12 juin : Milburn Stone, acteur américain (°  5 juillet 1904 à 75 ans).
- 15 juin : Sergio Pignedoli, cardinal italien de la curie romaine (° 4 juin 1910 à 70 ans).
- 18 juin : André Leducq, coureur cycliste français (° 27 février 1904 à 76 ans).
- 23 juin : Odile Versois, comédienne française (° 15 juin 1930 à 50 ans).